# Baldwin Lima Hamilton RF-615-E
La RF-615-E es una locomotora diésel-eléctrica fabricada entre 1953 y 1954 por Baldwin Lima Hamilton.

## Historia
En 1949, para impulsar la conversión diésel en los ferrocarriles en Argentina, la Empresa Nacional de Transportes realiza un pedido de 75 locomotoras diésel-eléctricas a Baldwin Locomotive Works, que recientemente se había asociado con Westinghouse Electric para llevar adelante la fabricación mutua de locomotoras.
Si bien, se había realizado un pedido de 75 unidades en total, ese número se redujo, y entre 1953 y 1954 solamente llegaron 51 unidades.

## Actualidad
En la actualidad, el Ferroclub Remedios de Escalada tiene una unidad totalmente restaurada y con fines de preservación.